# Spionen fra Richmond
Spionen fra Richmond er en amerikansk stumfilm fra 1919 af Hugh Ford.

## Medvirkende
- Robert Warwick som Lewis K. Dumont
- Wanda Hawley som Edith Varney
- Theodore Roberts som Harrison Randolph
- Edythe Chapman
- Raymond Hatton som Howard Varney